# Scrophularia petraea
Scrophularia petraea är en flenörtsväxtart som beskrevs av James Edward Tierney Aitchison och Hemsl.. Scrophularia petraea ingår i släktet flenörter, och familjen flenörtsväxter. Inga underarter finns listade i Catalogue of Life.